# Behnam Maleki
Behnam Maleki (* 2. Dezember 1992) ist ein iranischer Straßenradrennfahrer.
Behnam Maleki belegte 2009 den dritten Platz im Straßenrennen der Juniorenklasse bei der iranischen Meisterschaft. Im nächsten Jahr konnte er das Straßenrennen für sich entscheiden. Außerdem gewann er 2010 noch eine Etappe bei der Tour of Mazandran und konnte so auch die Gesamtwertung für sich entscheiden. Seit 2011 fährt Maleki für das iranische Continental Team Azad University. Dort wurde er unter anderem Etappenvierter bei der Azerbaïjan Tour.

## Erfolge
2010
- Iranischer Meister – Straßenrennen (Junioren)

2015
- Iranischer Meister – Straßenrennen
- eine Etappe Tour de Singkarak

## Teams
- 2011 Azad University
- 2013 Ayandeh Continental Team
- 2014 Ayandeh Continental Team (bis 14. Februar)
- 2014 Tabriz Petrochemical Team (ab 15.02.)
- 2015 Tabriz Petrochemical Team